# 郑心穗
郑心穗（1949年3月—），海南文昌人，男，汉族，中华人民共和国政治人物。1999年3月加入民革。昆明工学院金属材料及热处理专业毕业。
1969年6月至1973年9月，云南省景洪农场知青。1973年9月至1976年9月，在昆明工学院金属材料及热处理专业学习。
1976年9月至1985年9月，历任武汉钢铁公司硅钢厂技术员、助理工程师、厂调度室副主任。1985年9月至1989年9月，在日本东京格林外语学院国际贸易专业学习。1989年9月至1992年11月，任武汉钢铁公司经营开发公司工程师。1992年11月至1995年10月，任武汉钢铁公司国贸公司驻东京总代表。1995年10月至1997年10月，任武汉钢铁公司科技信息研究所副所长、所长。
1997年10月至2000年5月，任武汉市青山区副区长。2000年5月至2002年7月，任民革武汉市委副主委、武汉市青山区副区长。2002年7月至2006年2月，任武汉市工商联会长、湖北省工商联副会长。2006年2月至2006年9月，任民革武汉市委副主委、武汉市工商联会长、湖北省工商联副会长。2006年9月至2007年1月，任民革武汉市委主委、武汉市工商联会长、湖北省工商联副会长。2007年1月至2007年5月，任武汉市政协副主席，民革湖北省委副主委、武汉市委主委。2007年5月至2007年12月，任武汉市政协副主席，民革湖北省委主委、武汉市委主委。2007年12月至2008年1月，任武汉市政协副主席，民革中央常委、湖北省委主委、武汉市委主委。2008年1月至2013年1月，任第十届湖北省政协副主席，民革中央常委、湖北省委主委。2013年1月，当选第十一届湖北省政协副主席。2016年1月，卸任湖北省政协副主席职务。
2008年，当选第十一届全国人民代表大会湖北地区代表。